# Барода (князівство)
Вадодарське князівство (वडोदरा राज्य) або князівство Барода (*बडोदा संस्थान, 1721—1949 роки) — держава на півострові Індостан, що утворилося внаслідок розширення Імперії Маратха. Протягом XVIII ст. боролися за владу в Гуджараті та Раджастхані. У 1805 році після поразок від Британської Ост-Індської компанії визнало її протекторам, потім увійшло до Британської Індії. У 1949 році припинило існування, ставши частиною Індії.

## Історія
Засновниками держави став маратхський рід Гайквадів, що відзначився у складі війська Імперії Маратха проти династії Великих Моголів та раджпутів. Його представники протягом 1710—1720-х років здійснювали походи до гуджарату. У 1721 році військовик Піладжі Рао Гайквад зумів стати напівнезалежним володарем. Своєю столицею обрав старовинне місто Вадодара (або Барода). 1720-1730-ті роки пройшли у боротьбі з могольськими субадарами Гуджарату. а також з амбіціями пешв з Пуни. Напочатку 1730-х років столиця остаточно закріплюється в Вадодарі.
До 1737 році влада правителя Ваводару поширювалася на більшу частину Гуджарату та деякі райони Раджастхану. У 1740-х роках починаються походи до Мальви. Частково встановлюється контроль над важливим торговельним містом Сурат. Втім спроба стати незалежним від пешви Імперії Маратха виявилася невдалою: у 1751 році Гайквади зазнали поразки, а правитель Дамаджі Рао потрапив у полон. Відтоді до 1760 років князівство Вадодар перебувало під зверхністю пешви.
1761 році після поразки об'єднаних військ маратхів у битві при Паніпаті від афганців починається послаблення влади пешви та самої Імперії Маратха. Це дало змогу правителю Ваводара стати незалежним та прийняти титул магараджі. 1762 році столицю перенесено до Сонгарху, але 1766 році знову повернуто до Бароди.
До 1770 року влада Вадодару знову охоплює значні території, створюється власний флот зі 50 суден (в порту Біллімора). Втім боротьба за владу 1771—1789 років призвела до послаблення князівства, яке не наважилося вступити у боротьбу за Раджастхан з князівствами Індор та Гваліор, а також поступитися останньому низкою земель в Гуджараті. Водночас вдалося відбити усі зазіхання Британської Ост-Індської компанії. 1780 року остаточно визнано Вадодар незалежним від пешв з Пуни.
У 1802 році магараджа Вадодара вступив у союз з іншими впливовими державами маратхів та пешвою, які намагалися протидіяти намірам Британської Ост-Індської компанію стосовно розширення влади в Гуджараті, Деккані. В результаті військових дій 1803—1805 років Вадодар низку поразок й вимушений був укласти субсідіарний договір, що являло собою визнання протекторату британців. Водночас на користь компанії відійшли значні землі Вадодарського князівства. 1808 році флот князівства сприяв британцям у приборкання піратської держава Каттіавад в Гуджараті. У 1813 році флот було зменшено, а його базу перенесено до міста Велан. Не брало участь у третій англо-маратхській війні, завдяки чому отримало від британців місто Ахмадабад.
З цього моменту магараджі Вадодари були позбавлені можливості вести самостійну зовнішню політику, зосередивши увагу на внутрішніх справах. З 1830 року влада британського резидента в князівстві посилилася. Під час Сипайського повстання 1857—1858 років князівство зберегло вірність Великій Британії. У 1870—1875 роках князівство збурили жорстокі дії Малхар Рао, що спричинило втручання колоніальної влади для забезпечення миру. У 1940 році у зв'язки з реформами в Британській Індії було ліквідовано дрібні володіння, які приєднано до більших князівств. Це дозволило Вадодару протягом 1940—1944 років збільшити площу на 15 тис. км².
Після утворення Індійського Союзу у 1948 році було прийнято рішення про приєднання князівство до Республіки Індія. У 1949 році офіційно увійшло до штату Бомбей. Нині є частиною штату Гуджарат.

## Державний устрій
Магараджа мав повну політичну, військову та судову владу. Його підпорядковувалася своєрідна рада міністрів (дарбар), члени якої відповідали за основні державні служби. Після визнання британського протекторату влада магараджі обмежувалася в питаннях податків, військової справи та зовнішніх відносин. Значний обсяг перебрав на себе британський резидент, що підпорядковувався генерал-губернатору (потім віце-королю) Індії. Натомість магараджа отримав право на 21 гарматний постріл.
Територія становила 21.564 км². Населення у 1949 році було більш як 3 млн осіб. Адміністративно князівство поділялося на 4 пранта (провінції), що керувалися субахами при допомозі наїб-субахів. Пранти поділялися на махали (або талуки), яких було 33, що керувалися талсіндарами (або вайтвадарами). Махали поділялися на сільські округа — пета-махали.

## Економіка
Основними галузями були землеробство, рибальство, ремісництва. Набуло розвитку виготовлення килимів, обробка коштовного каміння. Протягом XVIII ст. існував власний вітрильний торговельний флот, що забезпечував торговельні зв'язки князівства з державами Аравійського моря.
З 1780-х років починається карбування власної монети: це була срібна рупія із зображення могольського падишаха. У 1857 році після повалення останнього правителя з династії Великих Моголів став карбуватися титул правителів Вадодари, а з 1870-х років — зображення магараджі. Рупія Вадодари поділялася на 56 пайсів.
У 1862 році розпочато будівництво вузькоколійної залізниці, яке тривало до 1951 року, коли її було з'єднано з іншими ділянками, перетворившись на Західну залізничну зону. У князівстві з 1880-х років почала розвиватись текстильна промисловість. У 1908 році було засновано власний банк, що став згодом одним з потужніших в Британській Індії (1962 році його націоналізовано, нині є 3-м за капіталом в Індії).

## Культура
Вадодара уславлена величним палацовим комплексом магарджею Назарбауг, зведеним у 1721 році. Водночас на кошти володарів зводилися численні індуїстські храми. Поступово завдяки підтримки магараджами письменників, поетів, митців Вадодара перетворилася на культурний центр Гуджарату. Надавалася підтримка національним святам.
У 1881 році засновано коледж у Вадодарі. 1894 року було створено музей індійського мистецтва. 1906 року видано указ про загальну початкову освіту. 1908 року засновано Банк Бароди (нині є одним з найбільших банків Індії). Протягом 1880—1890-х років створено мережу бібліотек. У 1912 році розпочався випуск власних марок.

## Магараджі
- Піладжі Рао Гайквад (1721—1732)
- Дамаджі Рао Гайквад (1732—1768)
- Говінд Рао Гайквад (1768—1771)
- Саяджі Рао Гайквад I (1771—1789)
- Манаджі Рао Гайквад (1789—1793)
- Говінд Рао Гайквад (відновлений) (1793—1800)
- Ананд Рао Гайквад (1800—1819)
- Саяджі Рао Гайквад II (1819—1847)
- Ганпат Рао Гайквад (1847—1856)
- Кханде Рао Гайквад (1856—1870)
- Малхар Рао Гайквад (1870—1875)
- Саяджі Рао Гайквад III (1875—1939)
- Пратап Сінгх Гайквад (1939—1951)